# Pierre Mazille
Pierre Mazille, né le 22 octobre 1921 dans le 11e arrondissement de Paris et mort le 21 mars 1979 à Lannion, est un athlète français.

## Carrière
Pierre Mazille est sacré champion de France du 50 kilomètres marche en 1947 à Colombes.
Il est aussi 7e du 50 kilomètres marche aux Jeux olympiques d'été de 1948 à Londres.